# Lhadon Tethong
Lhadon Tethong (Victoria, 1976) is een Canadees-Tibetaans activiste. Ze was aanvoerster van de internationale ngo Students for a Free Tibet. Sinds 2009 is ze directeur van het Tibet Action Institute in Washington D.C..

## Biografie
Tethong werd geboren als dochter van Judy Tethong, ontwikkelingswerker, en Tsewang Choegyal Tethong die aan het hoofd van een Tibetaans vluchtelingenkamp in India stond en van 1997 tot 2001 minister voor informatie en internationale relaties voor de Tibetaanse regering in ballingschap was geweest. Ze studeerde geschiedenis aan de University of King's College in Halifax (Nova Scotia). Tijdens het eerste Tibetan Freedom Concert (TFC) in San Francisco in 1996 richtte ze een afdeling op van Students for a Free Tibet, dat later de grootste Tibetaanse vrijheidsbeweging voor jongeren werd.
In 1998 werkte ze eerst kort voor de Toronto Stock Exchange en vertrok daarna naar New York, waar ze voor de TFC aan het werk ging als projectencoördinator. In 2004 werd ze hier executive director.
In 2008 werd ze in de Volksrepubliek China opgepakt en het land uitgezet. Ze deed onder meer mee met de acties tijdens de fakkeltocht voor de Olympische Spelen in New York en op de Golden Gate Bridge in San Francisco. Ook sprak ze tijdens het Tibetan Freedom Concerten in Washington D.C. en East Troy.
In 2009 werd ze bij Students for a Free Tibet opgevolgd door de vicevoorzitter Tenzin Dorjee, ook wel Tendor genoemd. Sindsdien werkte ze aan de oprichting van het Tibet Action Institute, dat ze in maart 2011 lanceerde en waarvan ze sindsdien directeur is.

## Standpuntinname
Volgens Lhandon Tethong zou een volledig onafhankelijk Tibet het beste zijn voor de Tibetanen, terwijl grote spirituele toewijding van veel Tibetanen aan de dalai lama soms elk politiek realisme vertroebelt. Ze ontvangt vaak bedreigingen per telefoon en e-mail en ze wordt binnen eigen gelederen ook wel afgeschilderd als anti-Zijne Heiligheid, omdat ze niet diens lijn van de middenweg volgt. Die lijn gaat uit van een betekenisvolle autonomie binnen China.
Volgens Tethong zou de dalai lama een erfenis van onafhankelijkheid moet nalaten, zodat er na zijn dood eenheid onder de Tibetanen blijft. Lhandon Tethong verwacht dat er een scheuring zal ontstaan, wanneer de Tibetanen achterblijven met de erfenis van de middenweg die de dalai lama en de Tibetaanse regering in ballingschap voorstaan.

## Filmografie
- 2008: The Dalai Lama: 50 Years After the Fall, documentaire
- 2010: When the Dragon Swallowed the Sun, documentaire